# Aethecerinus hornii
Aethecerinus hornii (лат.) — вид жуков-усачей из рода Aethecerinus подсемейства настоящих усачей. Этот вид является эндемиком полуострова Флорида.

## Биология
Кормовыми растениями личинок являются Quercus inopina, кария флоридская и персея бурбонская. Жуки встречаются с конца марта до середины мая. Их привлекает ферментированные экссудаты из пней дуба.